# 盧斯代爾 (密西西比州)
盧斯代爾（英語：Lucedale）是一個位於美國密西西比州喬治縣的城市。根據2010年美國人口普查，該地共人口2,923人，而該地的面積約為16.55平方千米。同時該地也是喬治縣的縣治。

## 地理
盧斯代爾的座標為30°55′29″N 88°35′26″W / 30.92472°N 88.59056°W，而該地的平均海拔高度為86米（即281英尺）。